# The New York Times
The New York Times è un quotidiano statunitense fondato a New York il 18 settembre 1851 da Henry Jarvis Raymond e George Jones durante la presidenza di Millard Fillmore.
Il suo editore è la New York Times Company, che pubblica anche il Boston Globe e l'edizione internazionale del Times, l’International New York Times - in precedenza International Herald Tribune - edito a Parigi, in Francia; presidente della casa editrice è Arthur Ochs Sulzberger Jr., erede di una famiglia che detiene il possesso del quotidiano dal 1896.
Il New York Times è il primo quotidiano newyorkese i cui uffici si insediarono in uno stabile all'uopo costruito. Nel 1904, infatti, la testata si trasferì in un edificio di proprietà ubicato in un'area all'epoca chiamata Long Acre Square e oggi Times Square, una delle piazze più celebri di New York. Dal 2007 la sede è altresì nell'Ottava Avenue, sempre a Manhattan.
Nel 2022 aveva 8 328 000 abbonati puramente digitali e 780 000 abbonati all'edizione cartacea.
Il New York Times viene spesso soprannominato "signora in grigio" (in inglese The Gray Lady). Il motto del New York Times è All the News That's Fit to Print (traducibile in Tutte le notizie che vale la pena di stampare), riadattato in All The News That's Fit to Click (Tutte le notizie su cui vale la pena di cliccare) per l'edizione digitale.

## Storia

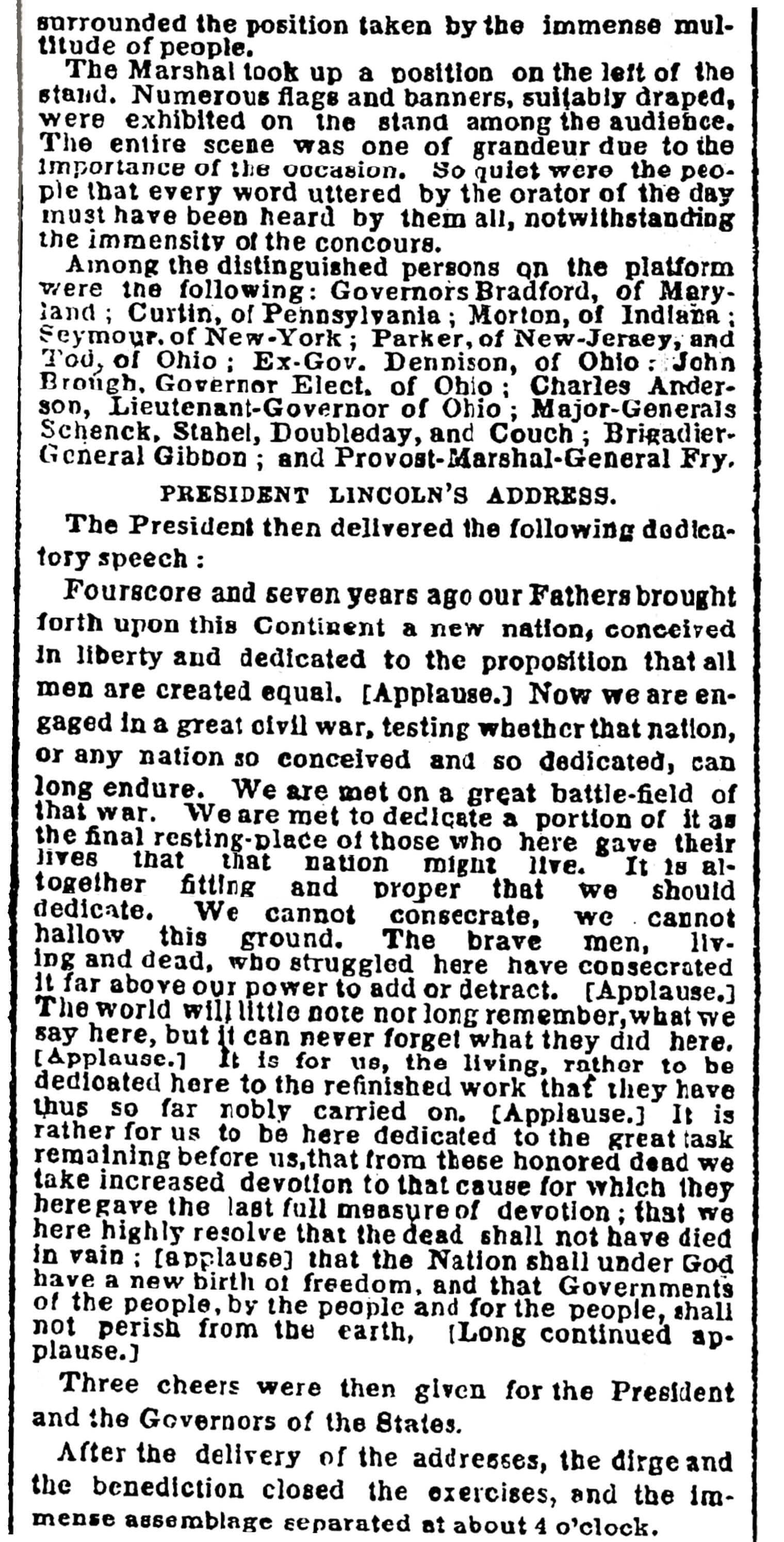
Estratto del discorso di Gettysburg del presidente Abramo Lincoln (New York Times, 20 novembre 1863).

### Dalla fondazione al 2000
Il New York Times è stato fondato come New-York Daily Times il 18 settembre 1851 dal giornalista e uomo politico Henry Jarvis Raymond (1820-1869) e dall'ex banchiere George Jones. Il nome della testata fu accorciato in The New-York Times nel 1857. Nel 1896 il giornale fu acquistato da Adolph S. Ochs. Da allora non ha più cambiato proprietà. Nel 1940 il giornale ha esteso la sua ampiezza e la portata. Un cruciverba ha cominciato a comparire regolarmente nel 1942; una sezione interna dedicata alla moda nel 1946.

### Dal 2000 a oggi

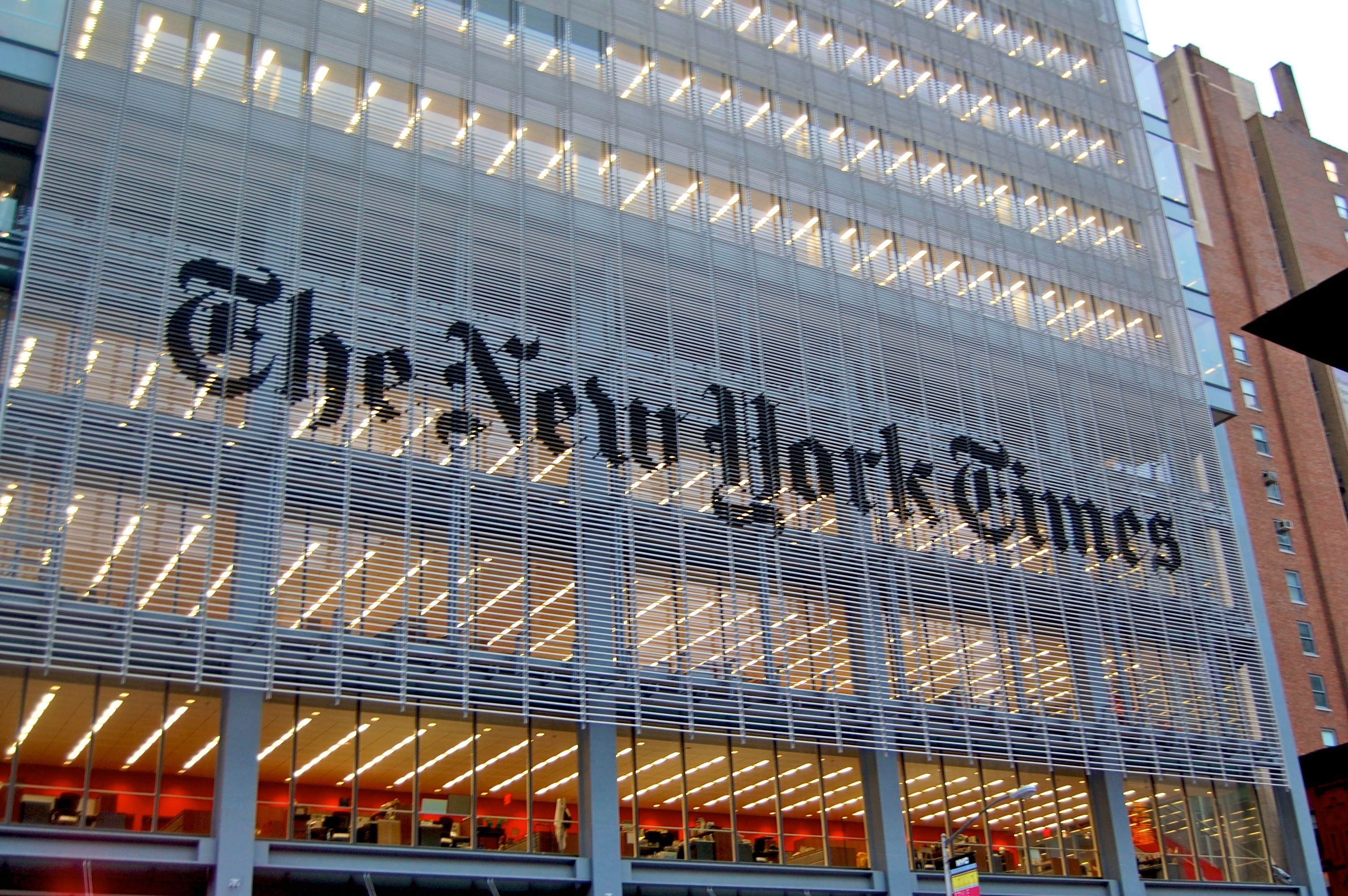
Il New York Times Building, nuova sede del The New York Times dal 2007, disegnato da Renzo Piano

Nel corso del 2007 la sede del Times è stata trasferita dallo storico edificio sulla 43ª strada al nuovo grattacielo di 52 piani sull'ottava avenue disegnato da Renzo Piano e del quale il giornale possiede circa il 58%. Un anno dopo il trasferimento, la proprietà ha annunciato di avervi messo un'ipoteca di 225 milioni di dollari.

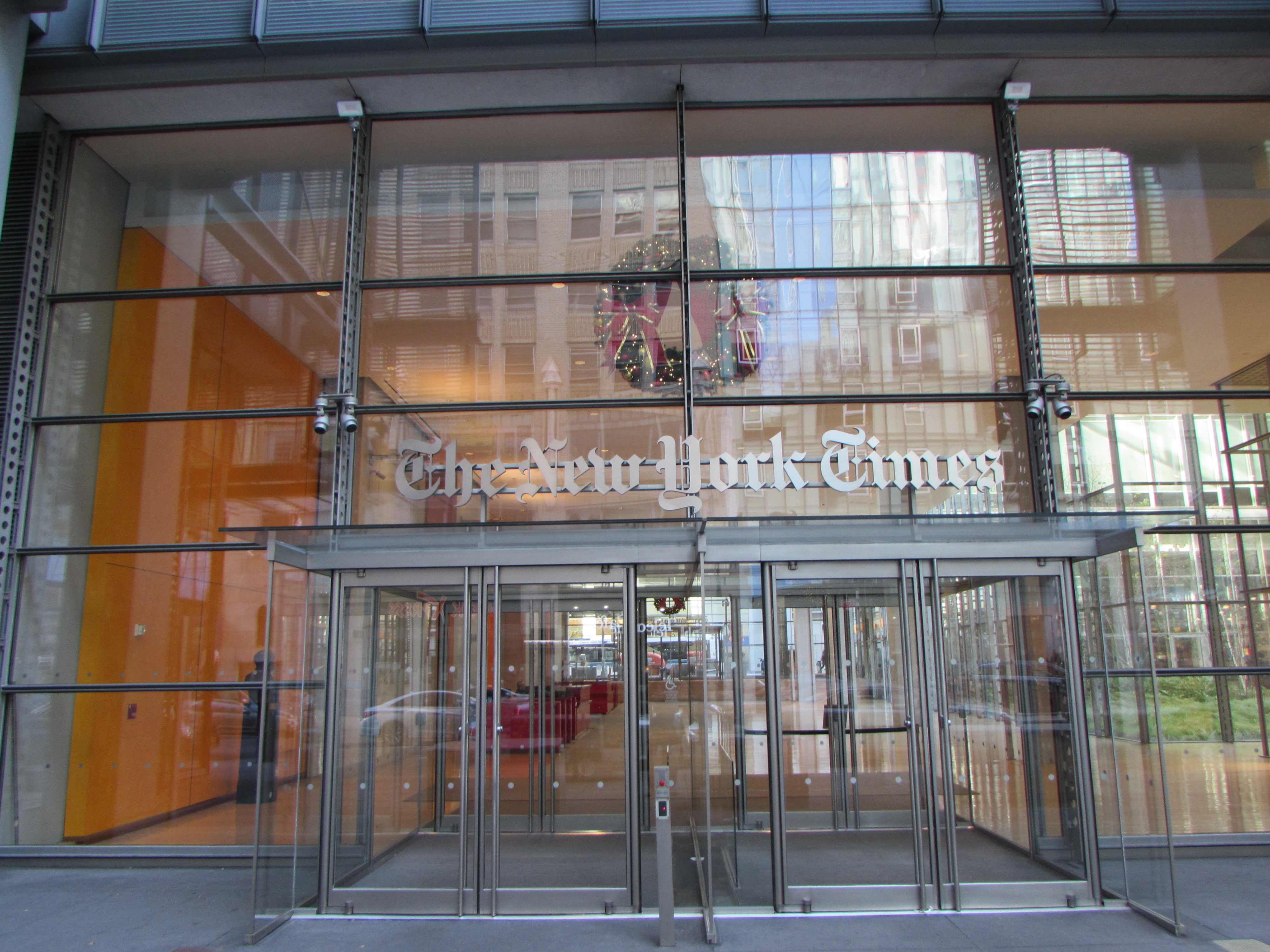
L'ingresso del New York Times

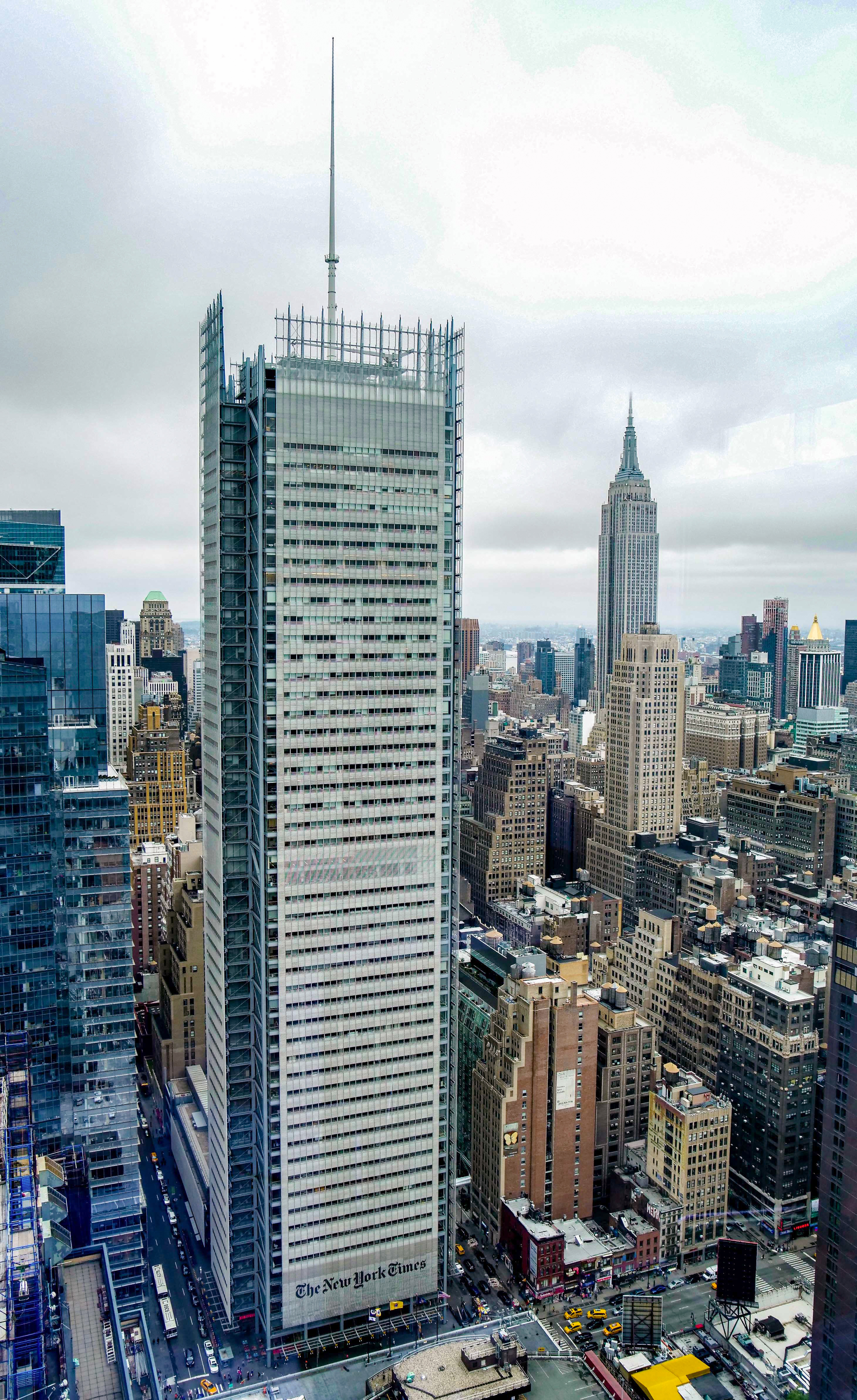
New York Times Building, sede del New York Times

Alcune modifiche hanno interessato nello stesso periodo anche il giornale: il formato è stato ridotto, alcune sezioni sono state riorganizzate e soprattutto si è cominciato a preparare la risposta all'attacco lanciato nel 2008 dal nuovo Wall Street Journal di Rupert Murdoch con lo scopo di spodestare il NYT dalla posizione di quotidiano principale degli Stati Uniti.
Il confronto NYT e WSJ online vede il primo raggiungere, nel mondo, 31 milioni di utenti unici al mese contro i 12 milioni del secondo.
Per conservare e migliorare il proprio primato, il Times ha affidato la direzione della Book Review ("Rivista dei libri") e dell'inserto culturale della domenica al conservatore Sam Tanenhaus e ha assunto l'editorialista Bill Kristol, di idee «neocon». Con Kristol gli editorialisti conservatori nel Times sono diventati due (il primo è stato David Brooks).
Oggi il grattacielo sede del NYT è al centro di una grossa operazione finanziaria, che ha l'obiettivo di reperire la liquidità necessaria soprattutto per azzerare l'indebitamento a lungo termine della casa editrice del quotidiano. Ventuno dei 52 piani dello stabile verrebbero acquistati per 225 milioni di dollari dal gruppo finanziario WP Carey. Trascorsi 10 anni, il Times potrà riacquistare parte dell'immobile alla stessa cifra incassata per il primo passaggio di proprietà. Nel frattempo pagherà un canone annuo variabile che, per il primo anno, ammonterà a 24 milioni.
Il 5 gennaio 2009 il NYT ha per la prima volta venduto uno spazio pubblicitario sulla prima pagina, da sempre considerata lo spazio informativo più importante del giornale. Si tratta di una striscia a colori di 6 cm, ceduta alla rete televisiva CBS. Nel 2012 è stata nominata per la prima volta una donna alla guida del quotidiano, Jill Abramson, che ha mantenuto la guida del giornale fino al maggio 2014.
Il 15 gennaio 2015 il maggiore azionista diventa Carlos Slim, miliardario messicano, considerato il secondo uomo più ricco al mondo, investitore in telecomunicazioni, istituzioni bancarie e assicurative. Il controllo della società editrice rimane comunque alla famiglia Sulzberger. Nell'ottobre 2015 il giornale annuncia di aver superato il milione di abbonati alla versione digitale. È la prima testata giornalistica al mondo a raggiungere questo obiettivo. Sempre nel 2015 il New York Times ha lanciato un'applicazione mobile che consente di vedere immagini in ambienti immersivi (realtà virtuale).

## Linea politica
Il giornale appartiene all'area liberal, termine della tradizione politica americana che indica un liberalismo progressista molto attento alle questioni sociali, ma nel contempo geloso custode del rispetto dei diritti individuali, della libertà del mercato e della concorrenza.
Com'è consuetudine nella tradizione giornalistica americana, anche il New York Times dichiara pubblicamente il proprio sostegno a un candidato alle Elezioni presidenziali degli Stati Uniti:
- Nel 1860 il quotidiano indicò agli elettori il candidato repubblicano, Abramo Lincoln, dato per sfavorito, che invece vinse.
- Nel 1940 il NYT appoggiò il candidato repubblicano Wendell Willkie, che perse contro Roosevelt.
- Nel 1952 e nel 1956 il NYT appoggiò il candidato repubblicano moderato Eisenhower, che vinse entrambe le tornate elettorali contro il progressista Stevenson.
- Dal 1960 il giornale ha sempre sostenuto il candidato del Partito Democratico:

Nel 2004 il sostegno del quotidiano andò a John Kerry, che venne sconfitto da George W. Bush;
Nel 2008 e nel 2012 il sostegno del quotidiano andò a Barack Obama, che vinse prima contro John McCain e poi contro Mitt Romney;
Nel 2016, 2020 e 2024 il NYT appoggiò gli sfidanti democratici di Donald Trump, rispettivamente l'ex first lady e segretaria di Stato Hillary Clinton (sconfitta), l'ex vicepresidente Joe Biden (vincitore) e la vicepresidente Kamala Harris (sconfitta).

## Tiratura
Nel 2004 la tiratura media era di:
- 1 124 700 copie nei giorni lavorativi
- 1 669 700 copie la domenica.

## Edizione web
Il New York Times ha una presenza significativa sul Web fin dal 1995. Il sito web ufficiale fu lanciato il 22 gennaio 1996. Oggi l'edizione digitale del N.Y. Times è il primo quotidiano online con sede negli USA e uno dei siti di notizie più visitati al mondo
(31 milioni di utenti al mese censiti a marzo 2009). Dal 14 settembre 2007 il sito web e l'immenso archivio sono stati resi accessibili integralmente; gli archivi sono consultabili sin dall'anno di fondazione.
Tra le novità introdotte nel 2008 vi è la collaborazione con CNBC per la condivisione di contenuti nelle aree "economia" e "tecnologia", l'applicazione per iPhone, uscita nel luglio 2008, la partecipazione con LinkedIn e il lancio (in versione beta) della rete sociale TimesPeople. Nel marzo del 2009 i siti web di nytimes.com e iht.com (International Herald Tribune) si sono fusi in un'unica piattaforma digitale accessibile da entrambe le home page. Il nuovo sito, contenente le edizioni online di entrambi i quotidiani, è il primo al mondo nel numero di consultazioni online fra tutti i quotidiani in lingua inglese. Nel corso del 2009 i visitatori unici al sito web hanno superato il numero di abbonati alla versione cartacea (1,5 milioni contro 1,1 milioni).
Dal 28 marzo 2011 la versione online del quotidiano non è più totalmente gratuita. I visitatori possono fruirne gratuitamente solo fino a 10 articoli ogni mese; per consultazioni più frequenti il servizio è disponibile solo su abbonamento. Nel tempo questa linea ha pagato: nel 2017 gli abbonati all'edizione online sono stati più di 2,6 milioni e hanno garantito il 60% dei ricavi del giornale.

## Premi e riconoscimenti
Il New York Times è il giornale ad aver vinto più premi Pulitzer: 101. Tra gli altri:
- nel 2006 il riconoscimento è stato attribuito a Nicholas D. Kristof per gli articoli che hanno portato all'attenzione del mondo il genocidio in atto nel conflitto del Darfur.
- nel 2007 lo ha vinto Andrea Elliott per gli scritti sull'immigrazione negli USA.
- nel 2008 il Times ne ha vinti due, assegnati rispettivamente a Walt Bogdanich e Jake Hooker, per l'inchiesta sulla filiera farmaceutica (Toxic Pipeline Series), che ha svelato come ingredienti farmaceutici pericolosi siano entrati nel mercato globale a partire dalla Cina, e Amy Harmon per la serie "L'età del DNA" (The DNA Age), che ha spiegato l'impatto delle tecnologie genetiche sulla vita delle società occidentali.
- nel 2009 ne ha vinti cinque.[25]

## Firme
- Paul Krugman, editorialista per l'economia (premio Nobel per l'economia nel 2008).
- Maureen Dowd, venne assunta dal New York Times nel 1983 come reporter e divenne in seguito editorialista del giornale nel 1995. È tuttora una delle editorialiste principali del quotidiano.